# Artiomowskij (Kraj Nadmorski)
Artiomowskij (ros. Артемовский) – dawne osiedle typu miejskiego w Kraju Nadmorskim na Rosyjskim Dalekim Wschodzie. Obecnie część miasta Artiom.
W 2002 roku osiedle posiadało populację 9728 osób. W 2004 wraz z Zawodskoj i Ugłowoje zostało włączone w obszar miasta Artiom.